# 孟家铺站
孟家铺站位于中华人民共和国湖北省武汉市汉阳区，是武汉地铁4号线的地铁车站。

## 車站结构
本站位于汉阳大道与建园路交叉路口东侧，沿汉阳大道布置，为地面三层岛式高架车站：二层为站厅，三层为站台。 

### 楼层分布
| 地上三层 |                    | █ 4号线 往柏林（黄金口）                       |  |  |
|          | 岛式站台，左侧开门 |                                                |  |  |
|          |                    | █ 4号线 往武汉火车站（永安堂）                 |  |  |
| 地上二层 | 站厅               | 售票机、客服中心、武漢通充值、洗手間、聯外天橋 |  |  |
| 地面     | 地面               | 出入口                                         |  |  |

### 车站出口
|                                                 |      |      |  |
| 出口編號                                        | 設施 | 照片 |  |
| A                                               |      |      |  |
| B                                               |      |      |  |
| 注： 設有升降機 \| 設有輪椅升降台 \| 設有洗手間 |      |      |  |

## 运营信息
- 4号线首末班车时间

### 内部链接
- 武汉地铁车站列表